# Kathy Garver

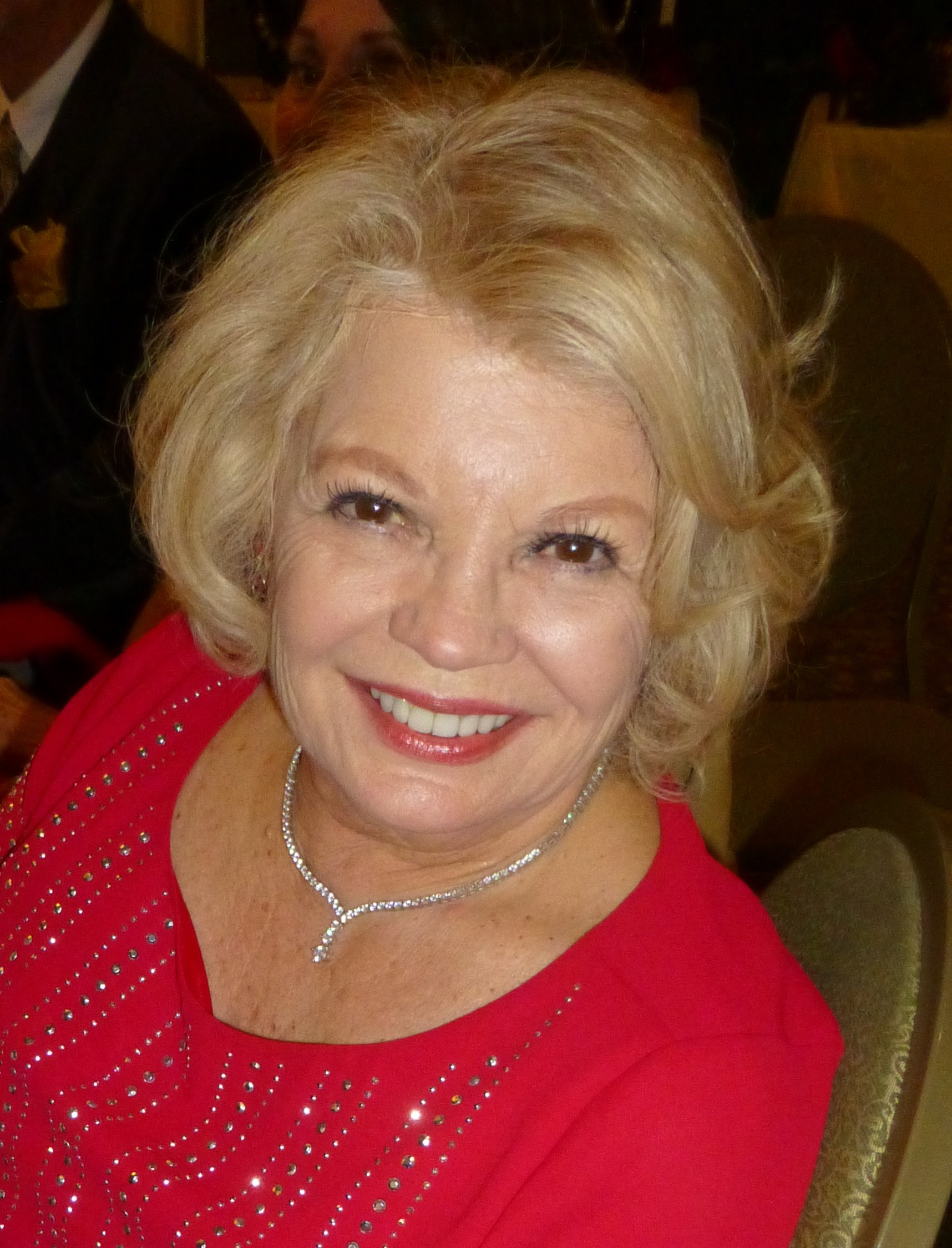
Kathy Garver (2014)

Kathy Garver eigentlich Kathleen Marie Garver (* 13. Dezember 1945 in Long Beach, Kalifornien) ist eine US-amerikanische Schauspielerin und Synchronsprecherin. 

## Leben
Kathy Garver wurde als Tochter von Hayes und Rosemary Garver geboren und wuchs gemeinsam mit drei Geschwistern auf. Im Alter von sieben Jahren wurde sie als Darstellerin für das Fernsehen entdeckt und sammelte 1953 erste Erfahrungen in den Fernsehserien Dave and Charley, Private Secretary und Our Miss Brooks. 1956 war sie in einer Nebenrolle als Hebräerkind Rachel in dem Monumentalfilm Die zehn Gebote zu sehen. Es folgten weitere Auftritte unter anderem in den Serien Vater ist der Beste, Fury, Westlich von Santa Fé und Big Valley.
Kathy Gaver erlangte mit der Figur des Teenagers Cissy Davis von 1966 bis 1971 in der populären Vorabendserie Lieber Onkel Bill (Family Affair) sehr große Bekanntheit.
Ab 1980 widmete sie sich vermehrt der Synchrontätigkeit und arbeitete überwiegend als Sprecherin in verschiedenen Zeichentrickserien. So war sie von 1981 bis 1983 in 24 Folgen der Serie Spider-Man und seine außergewöhnlichen Freunde (Spider-Man and his Amazing Friends) in der englischen Originalfassung als Angelica Jones / Firestar zu hören.
In späteren Jahren verfasste sie (teilweise mit Co-Autoren) einige Bücher, die sowohl die Erfahrungen und Begebenheiten aus der Zeit als Darstellerin in der Serie Lieber Onkel Bill (Family Affair) als auch nachgezeichnete Biografien ehemaliger Kinderstars in den USA zum Inhalt hatten.

## Privates
Kathy Garver ist seit 1981 mit David Travis verheiratet. Gemeinsam haben sie einen Sohn.

## Filmografie (Auswahl)
- 1953: Dave and Charley (Fernsehserie)
- 1953: Private Secretary (Fernsehserie)
- 1953: Our Miss Brooks (Fernsehserie)
- 1956: The Crusader (Fernsehserie)
- 1956: Die zehn Gebote (The Ten Commandments)
- 1957: Vater ist der Beste (Father Knows Best, Fernsehserie)
- 1957: Fury (Fernsehserie)
- 1961: Westlich von Santa Fé (The Rifleman, Fernsehserie)
- 1966–1971: Lieber Onkel Bill (Family Affair, Fernsehserie)
- 1969: Big Valley (The Big Valley, Fernsehserie)
- 1981–1983: Spider-Man und seine außergewöhnlichen Freunde (Spider-Man and his Amazing Friends, Zeichentrickserie) als Sprecherin

## Auszeichnungen
- 2010: Former Child Star Lifetime Achievement Award bei den Young Artist Awards[2]

## Bücher
- 2009: Kathy Garver, Geoffrey Mark: The Family Affair Cookbook. BearManor Media, ISBN 978-1-62933-034-1
- 2016: Kathy Garver, Fred Ascher: X Child Stars: Where Are They Now? Rowman & Littlefield Publishing Group, ISBN 978-1-63076-114-1
- 2021: Kathy Garver: Surviving Cissy: My Family Affair of Life in Hollywood. Rowman & Littlefield Publishing Group, ISBN 978-1-49305-932-4